# John Carew Eccles
Sir John Carew Eccles (27. leden 1903, Melbourne, Austrálie – 5. květen 1997, Tenero-Contra, Švýcarsko) byl všestranný australský vědec především na poli neurofyziologie, laureát Nobelovy ceny za lékařství a fyziologii spolu s Andrew F. Huxlyem a Alanem Hodgkinem za rok 1963, nositel čestného doktorátu (Dr.h.c.) Univerzity Karlovy (1969) a Zlaté medaile této univerzity v roce 1993, kdy oslavil 90. životní jubileum. V srpnu roku 1968 otevřeně vystoupil proti sovětské okupaci v Československu.

## Život

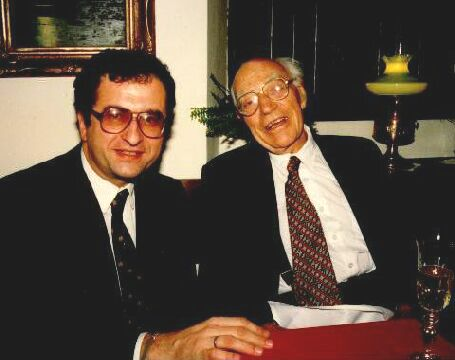
Český psychiatr profesor Cyril Höschl (vlevo) a Sir John Carew Eccles.

John C. Eccles se narodil 27. ledna 1903 v Melbourne v Austrálii. Tam také absolvoval studium na lékařské fakultě, kde získal titul doktora medicíny (M.D.). Po studiích odešel v roce 1925 do centra světové vědy britského Oxfordu, kde byl jeho učitelem pozdější nositel Nobelovy ceny (1932) Sir Charles Sherrington. Jeho oxfordskými kolegy byli tehdy například S. Barber, Arthur Balfour nebo J. R. R. Tolkien.
První vědeckou práci zasvětil mozečku a jeho funkci v rámci regulace motoriky. Prvním učitelem v mozečkové fyziologii byl vynikající vědec Deny Brown. Eccles zahájil publikační činnost titulem z roku 1932 The reflex activity of the spinal cord (Reflexní činnost páteřní míchy). V temném období nadcházejícího nebezpečí nacismu dostal v roce 1937 nabídku z Kanematsova ústavu nemocnice v Sydney. Návrat do rodné vlasti ho však zklamal. Zatímco na britské půdě se vedly vášnivé vědecké debaty a práce, v Sydney museli všichni zaměstnanci opustit pracoviště do 17,00 hodin, protože se zamykalo. Díky evropskému antisemitismu však do Austrálie odešla řada vynikajících vědců. Jedním z nich byl i Bernard Katz, pozdější laureát Nobelovy ceny za rok 1975, se kterým vytvořil Eccles pracovní skupinu a velmi intenzivně začali pracovat na nervosvalovém přenosu u koček a žab. Tehdy byli silně kritizováni za kurarizování zvířat acetylcholinesterázou, která navozovala obrnu. Avšak výsledky později významně přispěly k rozvoji chirurgie. Největším objevem z té doby je ploténkový potenciál a možnost jeho farmakologického ovlivnění. Eccles se také podílel na objevu transmiterové funkce acetylcholinu (1942).
V roce 1943 opustil Austrálii a usídlil se v Dunedinu na Novém Zélandu, kde mu nabídli místo na Lékařské fakultě Otažské univerzity. Tam se zaměřil na Renshawovy buňky – interneurony – v míše. V roce 1944 se setkal s géniem kritického racionalizmu Karl R. Popperem a pozval ho na přednášku o filosofii vědy, která vyvolala značnou odezvu ve vědeckém světě a započala cyklus seminářů těchto dvou osobností. Výsledkem byla kniha The Self and Its Brain. Eccles dospěl k poznání, že věda není induktivní, ale deduktivní a že existují dva faktory vědeckého poznání:
1. k vývoji hypotézy se používá kreativní představivost
2. hypotéza je potom přísně experimentálně testována ve svých nejslabších bodech.

Tehdy spatřila světlo světa Ecclesova kniha Neurophysiological Basis of Mind: Principles of Neurophysiology, ve které se stal jedním z autorů teorie chemického přenosu na synapsích, za což mu byla udělena v roce 1963 Nobelova cena za lékařství a fyziologii.
Mezi léty 1952 až 1966 působil na nově zřízené univerzitě v Canbeře. Zde započal nejlepší vědeckou etapu svého života, navázal pracovní kontakt s Hodgkinem a Huxleym, se kterými dosáhl nejprestižnějšího vědeckého ocenění. Sir John spoluzakládal Australskou akademii věd, kterou oficiálně ustavila královna Alžběta II. v roce 1954. Jednalo se teprve o vůbec historicky druhou společnost založenou britským panovníkem (první byla královská londýnská společnost Royal Society of London, zřízená králem Karlem II. v roce 1660). Sir John Eccles zastával post prezidenta akademie věd v období 1957–1961. V této době zkoumal funkci motoneuronů, fyziologii excitačních a inhibičních synapsí, což odráží kniha The Physiology of Nerve Cells (Fyziologie neuronů). Byl to on, kdo inicioval výjimečné Lundbergovy výzkumy o aktivitě motoneuronů, především o funkci homonymních a heteronymních svalů a jejich agonistů a antagonistů. Dále snímal intracelulární a extracelulární jednotkovou aktivitu, v této souvislosti je hodnocen jako jeden z průkopníků funkce červených a bílých svalů. Definoval pravidlo, že funkce svalu je determinována druhem inervace. Voperoval do bílého svalu kočky nerv z červeného svalu. Sval následně zčervenal a začal mít pomalejší stažlivost, obdobnou červenému svalu.
V roce 1959 začal se svými studenty Krnjevičem, Willisem a Schmidtem studovat presynaptickou inhibici, potenciál gamaaminomáselné kyseliny jako neurotransmiteru a ionofory postsynaptické membrány. Učinil významný biofyzikální závěr, že anionty jsou schopny procházet ionoforami i tehdy, pokud je jejich průměr menší než kritická úroveň jejich otvorů.
Nobelovská přednáška v roce 1963 zněla na téma The Physiology of Synapsis. Od této chvíle se opět Sir Eccles vrátil ke studiu mozečku a dalších částí CNS. Spolu s Perem Andersenem pracoval na rozklíčování původu spinocereberální dráhy. Také studoval hipokampus, konkrétně funkci košíčkových buněk. S kolegy publikoval knihu The Cerebellum as a Neuronal Machine. Eccles v ní publikoval svůj objev, že všechny synapse, které tvoří neurony, nemají vždy stejný přenašeč a tutéž excitační a inhibiční funkci. Tato kniha byla základem pro budoucí důležité a v současnosti rozšířené studium nervových sítí.
V 65 letech odešel Sir John do důchodu z Canberrské univerzity. Jeho publikace váží jedenáct kilogramů, podílelo se na nich 74 vědců z 24 zemí, publikoval 411 vědeckých prací a 4 knihy.
V důchodovém věku odešel na Institute of Biomedical Research do Chicaga, odkud po dvou letech přesídlil na University at Buffalo, The State University of New York, kde byl profesorem fyziologie a biofyziky do roku 1975. Zde pracoval s Robertem Schmidtem v otázce kožních vstupů do Purkyňových buněk mozečku. Prokázali, že kožní vstup do těchto buněk je v mozečku daleko silnější než vstup svalový. Dále spolu s Gary Allenem zjistili, že 8% projekce lidského mozečku je orientováno do protilehlé mozkové kůry.
V roce 1975 se Eccles přestěhoval do Švýcarska, kde se také zaměřil na filosofii vědy. Žil v obci Tenero-Contra v kantonu Ticino na jihu země. Napsal vyznání Moje vědecká odysea, v němž kritizuje vědecký dogmatizmus.
Kromě Nobelovy ceny mu bylo uděleno 16 čestných doktorátů (Dr.h.c.), publikoval 15 monografií. Na Mezinárodním sjezdu fyziologických věd ve Washingtonu, D.C. v roce 1968 se otevřeně postavil proti sovětské okupaci Československa. Dne 25. srpna vystoupil s rozezleným příspěvkem obracejícím se na účastníky kongresu, aby Mezinárodní fyziologická společnost vyjádřila zásadní kritický postoj a odmítnutí okupace. Jeho návrh deklarace byl však odmítnut díky americkým delegátům, kteří nechtěli urazit 46 přítomných Rusů na kongresu. Neuvědomili se ale, že na konferenci bylo přítomno výjimečně velké množství 49 československých delegátů.
| „                                                                          | My akademici musíme být motorem, musíme být skromní v diskuzích o původu člověka, uznávat přechodné tajemství osobní existence a vědomí sebe sama. | “ |
| — John C. Eccles, How The Self Controls Its Brain (Springer-Verlag, 1994). | |   |

## Přínos světové vědě
John Eccles učinil 4 zásadní objevy:
1. Objev chemických synapsí s přesným popisem.
2. Neurofyziologická podstata míšních reflexů.
3. Popis funkcí mozečku.
4. Popis dějů v nervové soustavě z kybernetického hlediska.

Dále díky objevu postsynaptické deprese a postsynaptické stimulace podnítil výzkum v oblastech procesů učení a paměti.